# Дністер (Овідіополь)

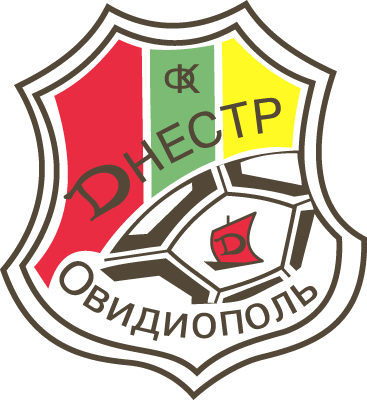
Колишня емблема клубу

«Дністе́р» — колишній український футбольний клуб з Овідіополя, що існував з 1947 по 2011 рік. На його базі було створено клуб «Одеса».

## Історія
Колишні назви: команда колгоспу ім. Дзержинського, «Дзержинець». Сучасна назва з 1989 року.
Перша футбольна команда в Овідіополі з'явилася в 1947 році. Довгий час в обласних і республіканських змаганнях селище представляв «Дзержинець». У 1980 році овідіопольці вперше стають чемпіонами області. У 1991 році був створений футбольний клуб «Дністер».
Команда чотири рази ставала чемпіоном Одеської області (1997/1998, 1998/1999, 1999/2000, 2000 (осінь)) і двічі срібним призером обласного чемпіонату (1994/1995, 1996/1997). У 1999 і 2000 роках команда вигравала Кубок Одещини, а в 1998 році стала фіналістом Кубка області. У 1997 році «Дністер» виграв Кубок федерації футболу Одеської області.
У 1998—2000 роках команда грала в чемпіонаті України серед аматорів. У 1999 році стала його переможцем.
| Рік       | Етап, група                          | І  | В  | Н | П | РМ    | О   | Місце |
| --------- | ------------------------------------ | -- | -- | - | - | ----- | --- | ----- |
| 1998/1999 | 4 група                              | 12 | 9  | 2 | 1 | 26−4  | 29  | 1 з 7 |
| 1998/1999 | Фінальний турнір, група «Б»          | 3  | 1  | 1 | 1 | 4−3   | 4   | 3 з 4 |
| 1998/1999 | Матчі за 1-8 місця                   | 1  | 1  | 0 | 0 | 3−0   | 3   | 5 з 8 |
| 1999      | 4 група                              | 10 | 8  | 2 | 0 | 24−5  | 26  | 1 з 6 |
| 1999      | Фінальний турнір, група «А»          | 2  | 2  | 0 | 0 | 5−1   | 6   | 1 з 3 |
| 1999      | Матчі за 1-6 місця                   | 1  | 1  | 0 | 0 | 4−3   | 3   | 1 з 6 |
| 2000      | Перший етап, 6 група                 | 6  | 6  | 0 | 0 | 14−4  | 18  | 1 з 4 |
| 2000      | Другий етап, 12 група                | 4  | 3  | 0 | 1 | 9−4   | 9   | 1 з 3 |
| 2000      | Фінальний трунір, півфінал 2         | 3  | 1  | 1 | 1 | 5−4   | 4   | 3 з 4 |
| 2000      | Фінальний турнір, матчі за 1-6 місця | 1  | 0  | 1 | 0 | 1−1   | 1   | 5 з 6 |
| Всього:   | 3 турніри                            | 43 | 32 | 7 | 4 | 95−29 | 103 |       |

У сезоні 1998/1999 років команда виступала в Кубку України серед аматорів, де дійшла до чвертьфіналу. У 1/8 фіналу овідіопольці перемогли СК «Первомайськ» 0:0 (навиїзді) і 6:0 (вдома), а в 1/4 поступилися команді ГПЗ 0:0 (вдома) і 0:2 (навиїзді).
| Рік       | Етап       | І | В | Н | П | РМ  | О |
| --------- | ---------- | - | - | - | - | --- | - |
| 1998/1999 | 1/4 фіналу | 4 | 1 | 2 | 1 | 6−2 | 4 |

У сезоні 2000/2001 команда грала в Кубку регіонів УЄФА. Команда вибула в першому етапі, зайнявши друге місце в групі (поступившись «Пловдиву» лише за кількістю забитих і пропущених м'ячів). Усі матчі проходили у Плевені (Болгарія).
| Дата           | Суперник  | Результат |
| -------------- | --------- | --------- |
| 22 жовтня 2000 | «Схід»    | 2:1       |
| 24 жовтня 2000 | «Баконі»  | 2:0       |
| 26 жовтня 2000 | «Пловдив» | 2:2       |

## Усі сезони
У чемпіонатах України (2001/2002—2006/2007) команда провела 176 ігор, в яких здобула 83 перемоги, 41 нічию, 52 поразки, різниця м'ячів 214—149. Найкраще місце у групі «А» другої ліги — 1-е (2006/2007), у групі «Б» другої ліги — 4-е (2003/2004).
Перший матч у чемпіонаті команда зіграла 22 липня 2001 року в Херсоні на стадіоні «Кристал» проти місцевого спортивного клубу; господарі перемогли 2:1.
| Рік       | Ліга, зона, група   | I   | В   | Н  | П   | РМ      | О   | Місце    |
| --------- | ------------------- | --- | --- | -- | --- | ------- | --- | -------- |
| 2001/2002 | Друга ліга, група Б | 34  | 16  | 9  | 9   | 44−27   | 57  | 5 із 18  |
| 2002/2003 | Друга ліга, група Б | 30  | 14  | 5  | 11  | 27−23   | 47  | 5 із 16  |
| 2003/2004 | Друга ліга, група Б | 30  | 16  | 7  | 7   | 38−23   | 55  | 4 із 16  |
| 2004/2005 | Друга ліга, група Б | 26  | 9   | 4  | 13  | 33−37   | 31  | 10 із 14 |
| 2005/2006 | Друга ліга, група Б | 28  | 10  | 8  | 10  | 28−27   | 38  | 8 із 15  |
| 2006/2007 | Друга ліга, група Б | 28  | 18  | 8  | 2   | 44−12   | 62  | 1 із 15  |
| 2007/2008 | Перша ліга          | 38  | 12  | 13 | 13  | 33−39   | 49  | 12 із 20 |
| 2008/2009 | Перша ліга          | 32  | 11  | 10 | 11  | 39−40   | 43  | 9 із 17  |
| 2009/2010 | Перша ліга          | 34  | 12  | 8  | 14  | 44−47   | 44  | 11 із 18 |
| 2010/2011 | Перша ліга          | 34  | 10  | 12 | 12  | 39−42   | 42  | 13 із 18 |
| Усього    | 10 чемпіонатів      | 314 | 128 | 84 | 102 | 369−317 | 468 |          |

- Найбільша перемога — 5:0:
  - «Рось», 12 травня 2005 року, Овідіополь
  - «Княжа», 26 серпня 2006 року, Овідіополь
  - «Інтер», 10 квітня 2007 року, Овідіополь
  - ФСК «Прикарпаття», 3 травня 2009 року, Івано-Франківськ
- Найбільша поразка: 0:5 («Динамо-2», 29 липня 2007 року, Київ)

Найбільше ігор провів Сергій Бабій (160). Найкращі бомбардири — Олександр Бондаренко, Євгеній Сидорський (15 м'ячів).
У розіграшах Кубка України (2002/2003—2008/2009) «Дністер» провів 12 ігор, в яких здобув 4 перемоги, 1 нічию і 7 поразок, різниця м'ячів 18—22. Найкраще досягнення — вихід до 1/8 фіналу (2007/2008).
Перший матч у Кубку команда зіграла 10 серпня 2002 року в Овідіополі проти маріупольського «Металурга», в якому перемогла 1:0.
| Рік       | Етап        | І  | В | Н | П | РМ    | О  |
| --------- | ----------- | -- | - | - | - | ----- | -- |
| 2002/2003 | 1/16 фіналу | 2  | 1 | 0 | 1 | 3−3   | 2  |
| 2003/2004 | 1/16 фіналу | 2  | 1 | 0 | 1 | 4−4   | 2  |
| 2004/2005 | 1/32 фіналу | 1  | 0 | 0 | 1 | 0−1   | 0  |
| 2005/2006 | 1/32 фіналу | 1  | 0 | 0 | 1 | 2−3   | 0  |
| 2006/2007 | 1/32 фіналу | 1  | 0 | 0 | 1 | 1−3   | 0  |
| 2007/2008 | 1/8 фіналу  | 3  | 1 | 1 | 1 | 3−2   | 3  |
| 2008/2009 | 1/16 фіналу | 2  | 1 | 0 | 1 | 5−6   | 2  |
| 2009/2010 | 1/16 фіналу | 2  | 1 | 0 | 1 | 2−6   | 2  |
| Усього    | 8 турнірів  | 14 | 5 | 1 | 8 | 20−28 | 11 |

Найбільші перемоги:
- 4:2 («Єдність-2», 6 серпня 2008 року, село Плиски)
- 2:0 («Енергетик», 24 вересня 2007 року, Овідіополь)

Найбільша поразка: 1:6 («Шахтар», 15 серпня 2009 року, Одеса)
Найбільше ігор у Кубку провели Сергій Бабій — 7, Олег Ільченко, Олександр Краснянський, Вадим Юрченко — по 6. Найкращий бомбардир — Валентин Полтавець (4 м'ячі).